# June Squibb
June Louise Squibb (Vandalia, Illinois, 6 de novembro de 1929) é uma atriz americana. Ela desempenhou papéis coadjuvantes em filmes como Alice, Perfume de Mulher, A Idade da Inocência, In & Out e Longe do Paraíso. Também atuou em séries de televisão como Ghost Whisperer e na Broadway, incluindo a realização na produção original de Gypsy. Ela interpretou a esposa de Jack Nicholson no filme de Alexander Payne About Schmidt e a esposa de Bruce Dern em Nebraska de Payne, que estreou no Festival de Cannes de 2013 e para o qual ela recebeu uma indicação ao Oscar de Melhor Atriz Coadjuvante. Squibb também apareceu na terceira temporada de Girls.
Em 2024, aos 94 anos, Squibb estrelou seu primeiro papel principal, no filme de comédia de ação Thelma.